# Otacilia komurai
Otacilia komurai is een spinnensoort uit de familie van de Phrurolithidae.
De wetenschappelijke naam van de soort werd in 1952 als Phrurolithus komurai gepubliceerd door Takeo Yaginuma.